# Kapel Onze-Lieve-Vrouw van Zeven Weeën (Landegem)

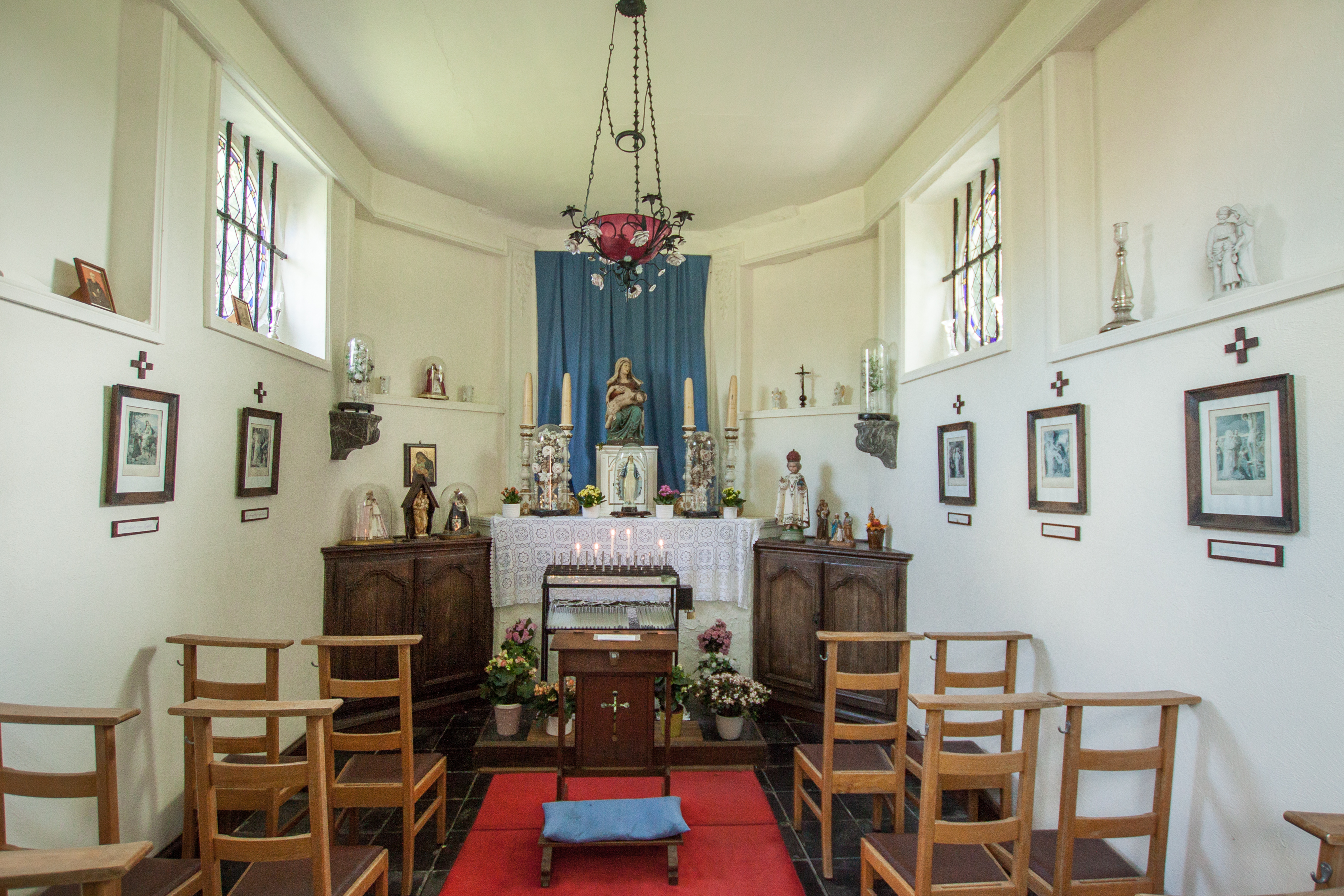
Het interieur van de kapel

De Kapel Onze-Lieve-Vrouw van Zeven Weeën (ook Poeldendrieskapel genoemd) is een eenbeukige bakstenen kapel in barokstijl, gelegen aan de Poeldendries in Landegem.

## Beschrijving
De kapel is opgebouwd uit baksteen en zandsteen op een arduinen plint en wordt afgedekt door een zadeldak met leien. De voorzijde bestaat uit een klokgevel met een gebogen fronton waarop een smeedijzeren kruis staat. De ingang bestaat uit twee deurvleugels in hout met traliewerk en een rondboogvormig bovenlicht. De deur heeft een zandstenen omlijsting. In de zijgevels zit een rond venster. Het koor heeft een driezijdige sluiting. Het interieur is bepleisterd en op het altaar staat een piëta.

## Geschiedenis
De straat waarin de kapel staat werd vroeger Kapellendries genoemd en in de 16de eeuw zou er reeds sprake zijn van een kapel. De huidige kapel werd in 1736 na toestemming van de Gentse bisschop gebouwd in opdracht van ene Matthijs Verberckmoes. In 1773 wordt voor het eerst melding gemaakt van Kapel O.L.V. ter Noodt staande op den dries. Later werd dit dan O.L.V. van Zeven Weeën.
De kapel werd tijdens de Franse overheersing als woonhuis ingericht om te voorkomen dat ze openbaar werd verkocht. In 1851 werd de kapel hersteld en een voorportaal met zuilen toegevoegd. Tijdens de Eerste Wereldoorlog werd de kapel zwaar beschadigd maar in plaats van een grondige restauratie werd wegens geldgebrek de voorgevel gedeeltelijk met cement bezet. In 1967-1968 werd de kapel gerestaureerd waarbij het portiek met gedraaide zuilen werd verwijderd, het bezetwerk afgekapt en de beschadigde stenen vervangen. De ramen werden van nieuw glas voorzien, de vloer betegeld en het interieur opnieuw geschilderd.
Elk jaar gaat op de vooravond van 15 augustus (Maria-Tenhemelopneming) een processie uit naar de kapel.
De kapel werd in 2009 opgenomen in de lijst van Onroerend Erfgoed.